# العارضه العليا (حبيش)

تعديل مصدري - تعديل

العارضه العليا هي إحدى قرى عزلة العارضة بمديرية حبيش التابعة لمحافظة إب، بلغ تعداد سكانها 90 نسمة حسب تعداد اليمن لعام 2004.